# كوني سترومبرغ
كوني سترومبرغ (بالسويدية: Conny Strömberg)‏ هو لاعب هوكي الجليد سويدي، ولد في 10 نوفمبر 1975 في أورنشولدسفيك في السويد.

## وصلات خارجية
- كوني سترومبرغ على موقع EliteProspects.com (الإنجليزية)
- كوني سترومبرغ على موقع Eurohockey.com (الإنجليزية)
- كوني سترومبرغ على موقع HockeyDB.com (الإنجليزية)